# 王鎮
王 鎮（おう ちん、ワン ジェン、簡体字：王镇、1991年8月24日 - ）は、競歩を専門とする中華人民共和国の陸上競技選手。黒竜江省大慶市出身。
ロンドンオリンピック男子20km競歩で銅メダルを獲得した。2014年9月28日、仁川アジア大会で1時間19分45秒で優勝、於国輝の保有していた大会記録1時間20分25秒を塗り替えた。2016年8月12日、リオデジャネイロオリンピック20km競歩に出場、1時間19分14秒で金メダルを獲得した。
私生活では2013年11月12日に劉佳と結婚した。